# Hoekmast

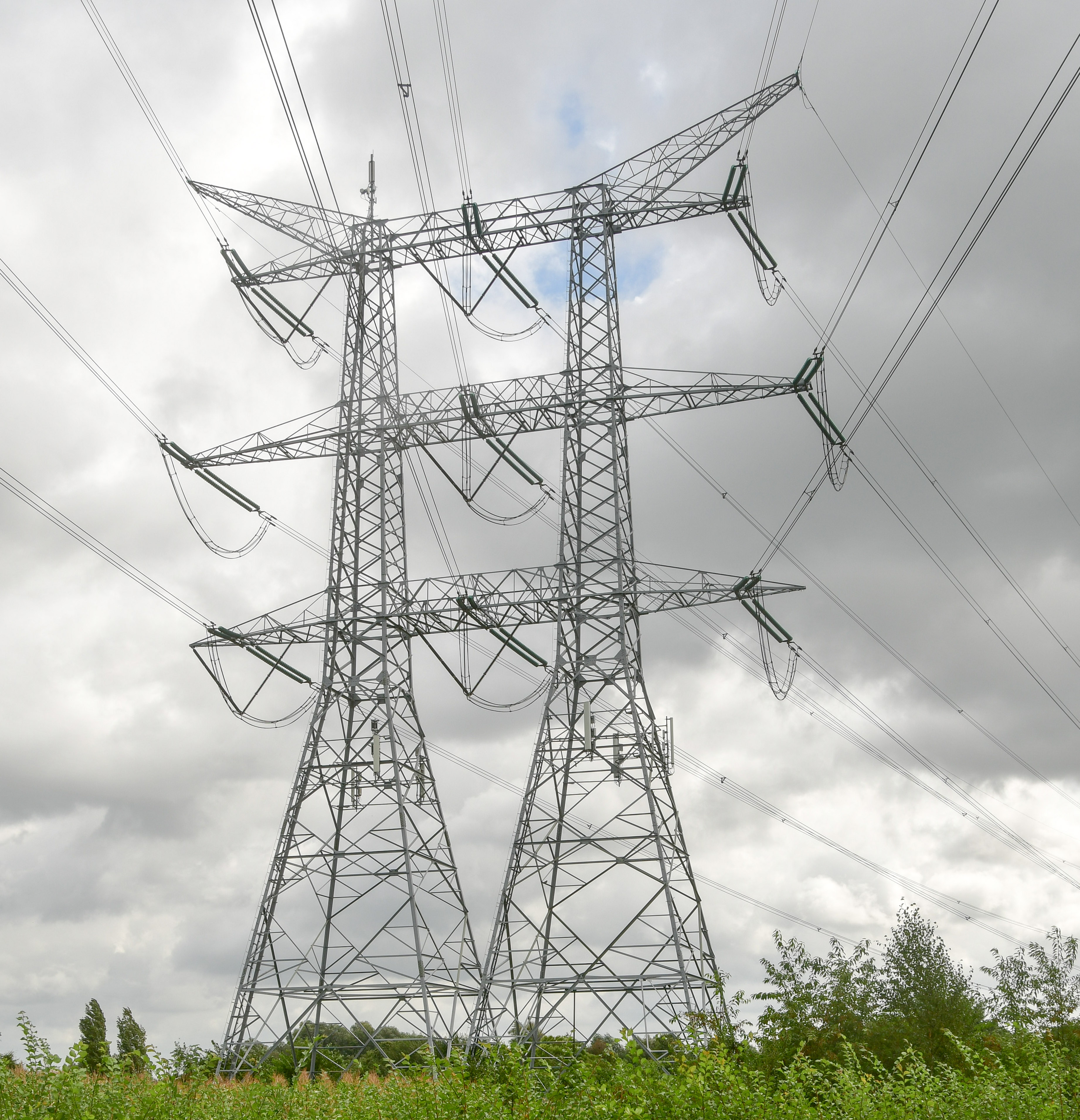
Hoekmast van de 380kV-lijn Geertruidenberg-Eindhoven

Een hoekmast is een bovengrondse hoogspanningsmast waar de hoogspanningslijn niet rechtdoor gaat, zoals bij een steunmast, maar een hoek maakt. 
Hoekmasten, maar ook afspanmasten, zijn meestal voor een groot deel gelijk aan een steunmast, maar zijn aangepast aan de kracht die zij in vergelijking met de steunmasten moeten kunnen opvangen. Een hoekmast moet krachten uit verschillende richtingen kunnen opvangen, die niet precies in elkaars verlengde liggen. Dat komt door de lijnhoek die de elektriciteitskabel bij een hoekmast maakt. Qua constructie zijn de hoekmasten daarom zwaarder.
In Nederland worden hoekmasten ingedeeld naar grootte van de hoek. Een lijnhoek van 180 graden geeft een rechte lijn:
- HA: 180º tot 160º
- HB: 160º tot 140º
- HC: 140º tot 120º

Type HA is het lichtst, HC het sterkst; gewicht en sterkte van de fundamenten komt overeen met die van de mast.
Voor grotere afbuiging worden twee hoekmasten achter elkaar toegepast.

## Verschil met afspanmast
Een afspanmast vangt alleen het gewicht van een zware elektriciteitsdraad van een kant op, zodat er in de mast geen evenwicht tussen de draden van de tegenoverliggende richtingen is. Tussen een hoekmast en een afspanmast bestaan de volgende verschillen:
- De traversen zijn breder - hoe groter de afbuighoek, hoe breder de traversen. Dit is nodig om de afstand van de geleiders onderling en tot de mast groot genoeg te houden.
- Bij grote hoeken kunnen de lengtes van de armen verschillend zijn.
- Er kunnen isolatoren in V-vorm zijn toegepast, of extra verticale isolatoren. Ook dit kan nodig zijn om de afstand van de bretel tot de mast groot genoeg te houden.
- Een hoekmast wordt zwaarder uitgevoerd naarmate de afbuighoek, en daarmee de zijwaartse kracht, groter is.

Voor kleine hoeken worden soms ook steunmasten als hoekmast gebruikt.

## Foto's

Hoekmasten
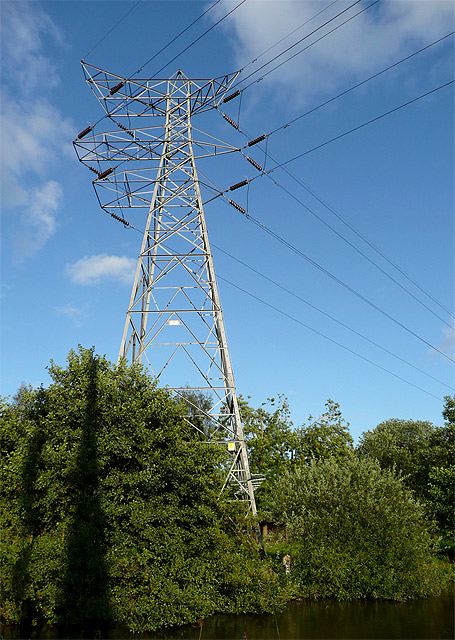
Deze hoek is bijna haaks - let op de lengtes van de draagarmen.
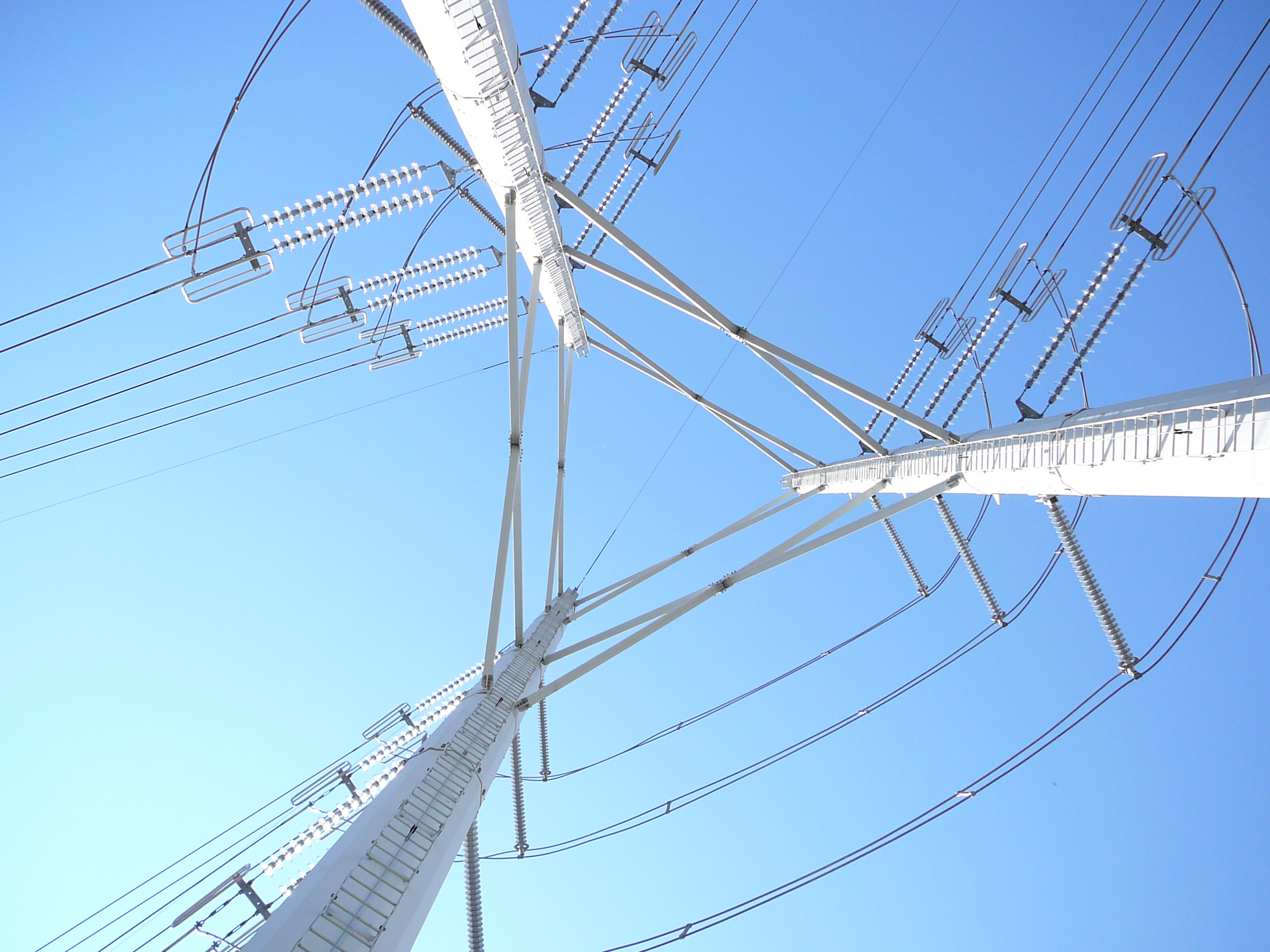
Hoekmast bestaand uit drie buismasten bij Gatineau, Canada
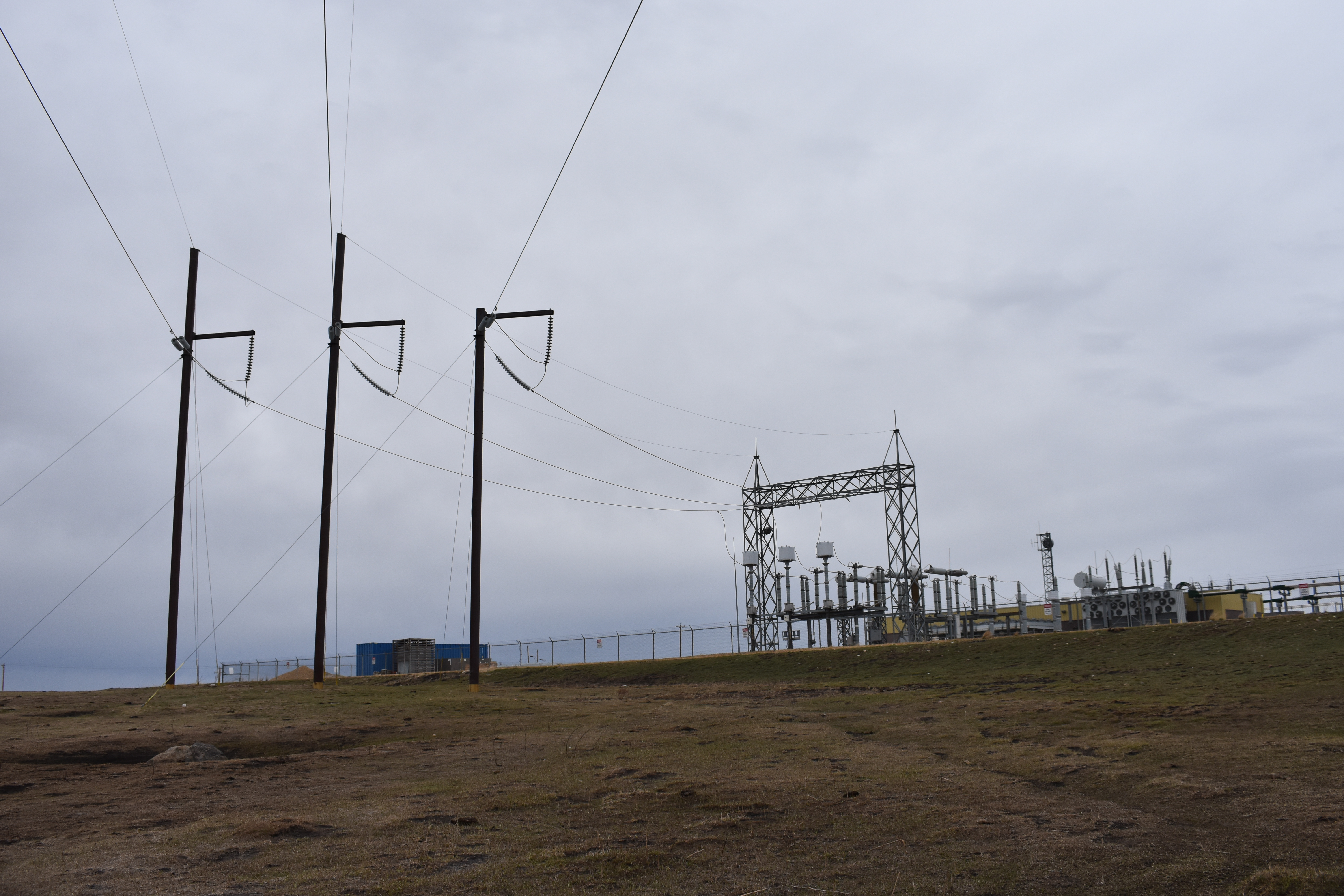
Eengeleiderhoekmasten in Canada.
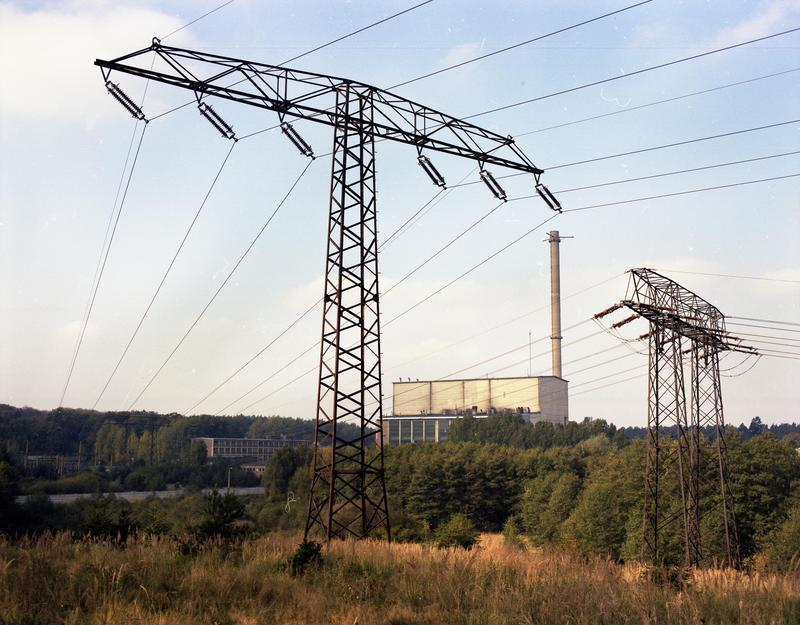
Hoekdraagmast bij de kerncentrale Rheinsberg. Rechts staat een "echte" hoekmast.
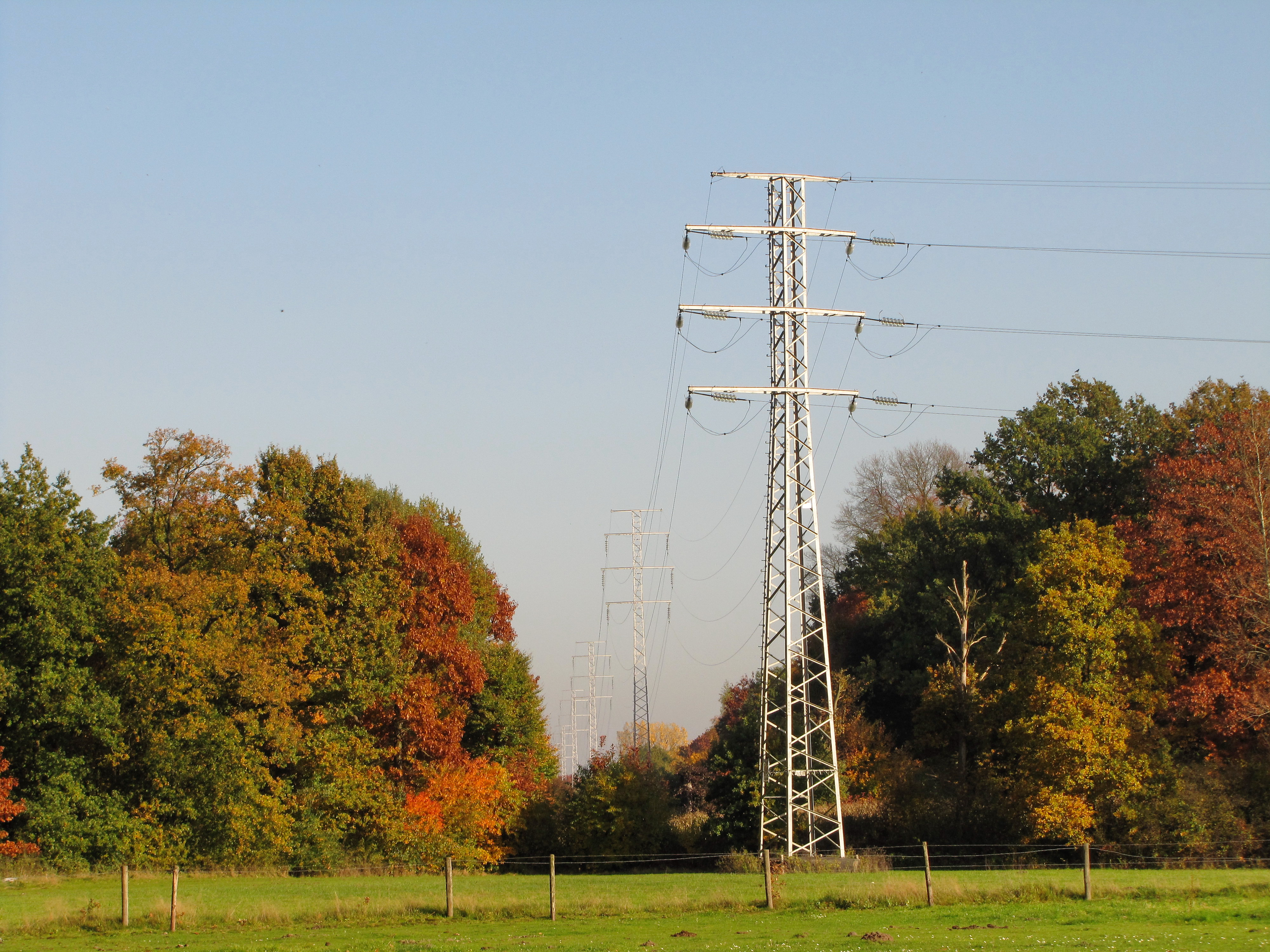
Hoekmast - de armen links zijn duidelijk langer dan rechts. 70kV nabij Engsbergen, Tessenderlo, België
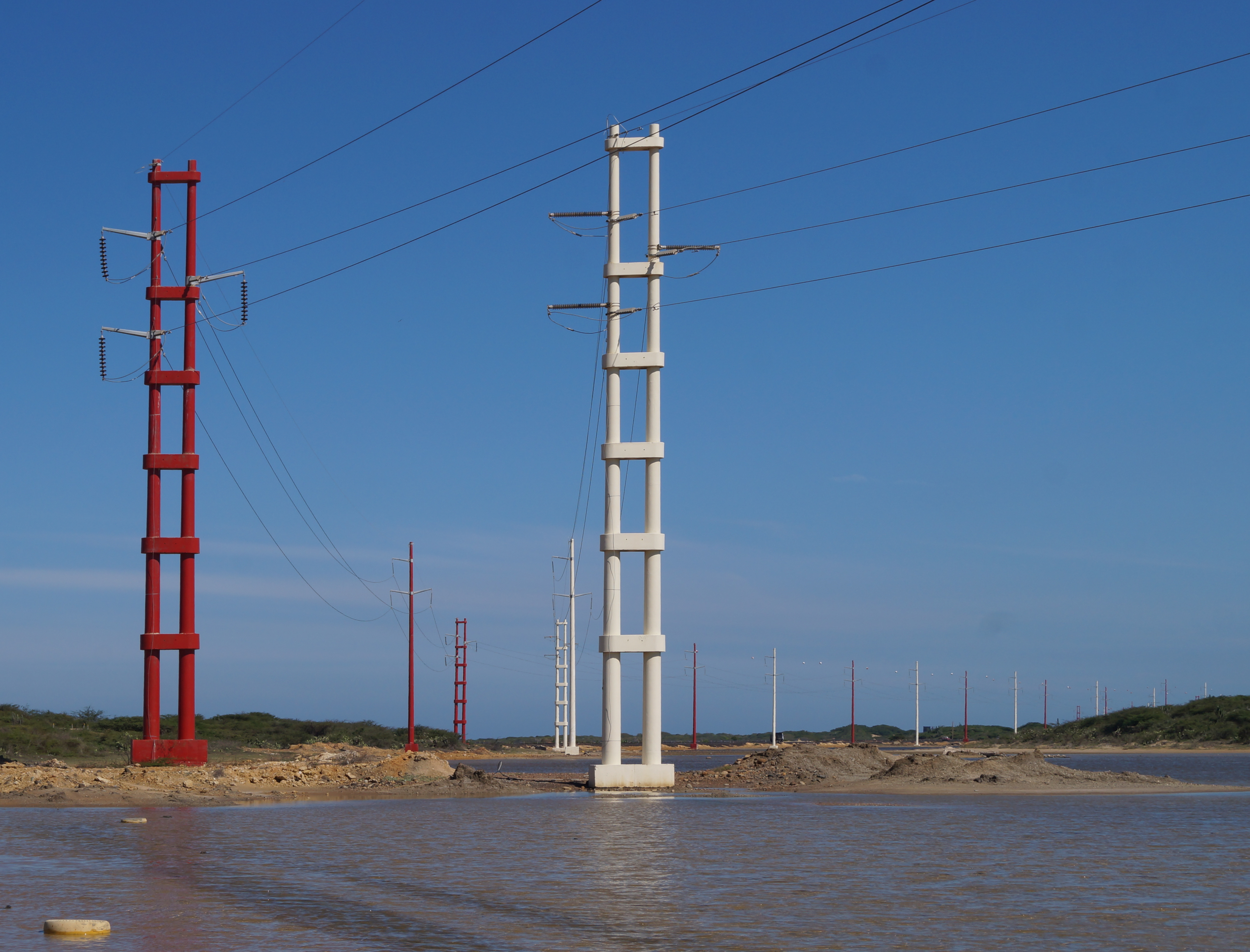
Twee hoekmasten met dubbele buis
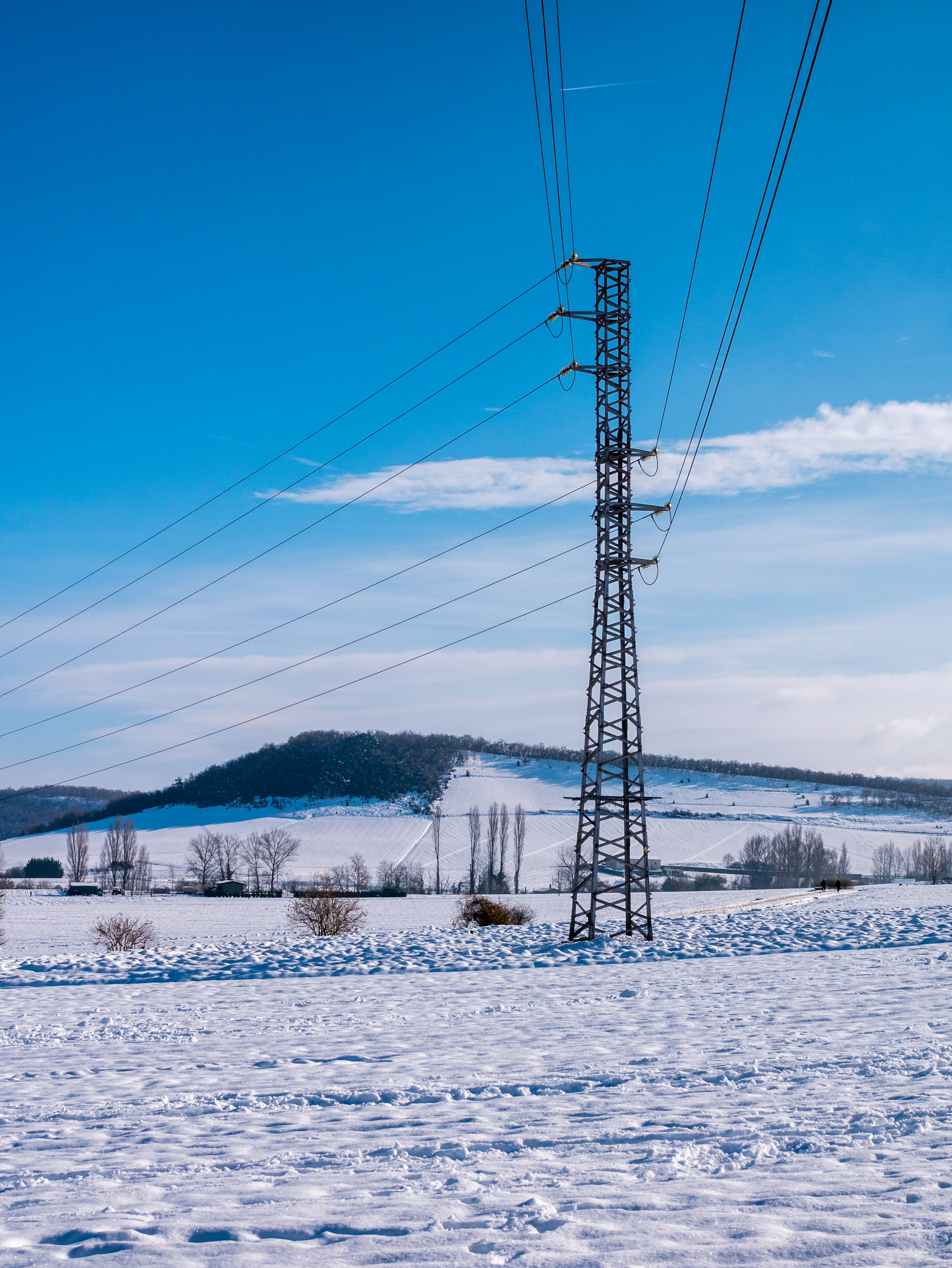
Vlagmast met twee vlaggen
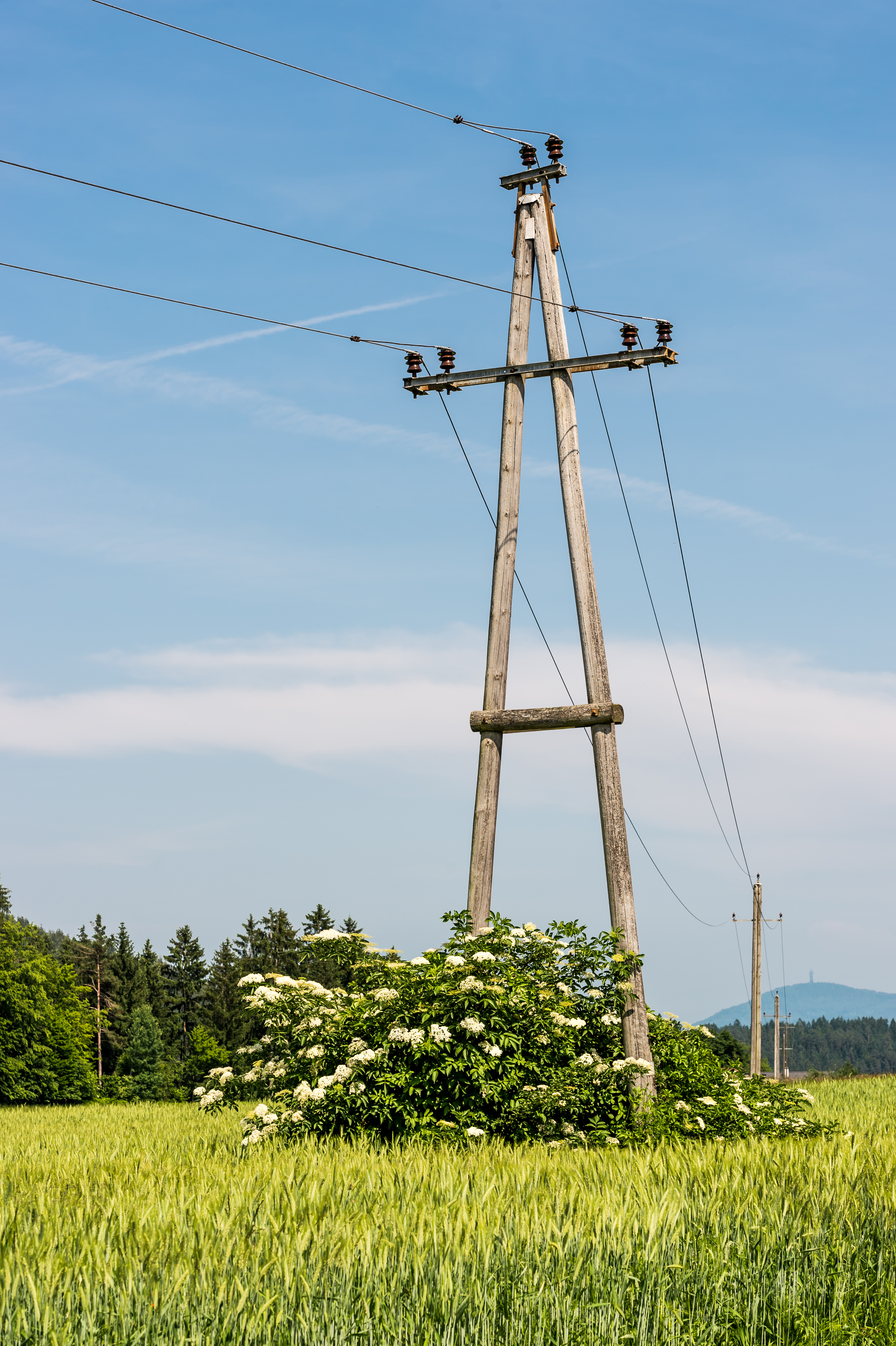
Houten hoekmast - dit is geen afspanmast.
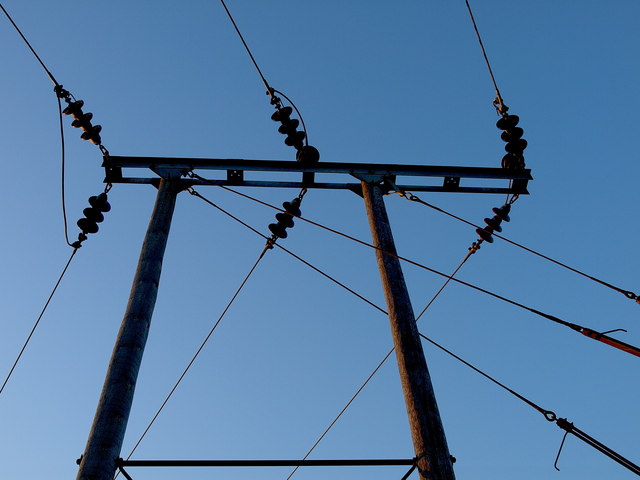
portaal als hoekmast - let op de posities van de ophangpunten en de lengtes van de traverse.
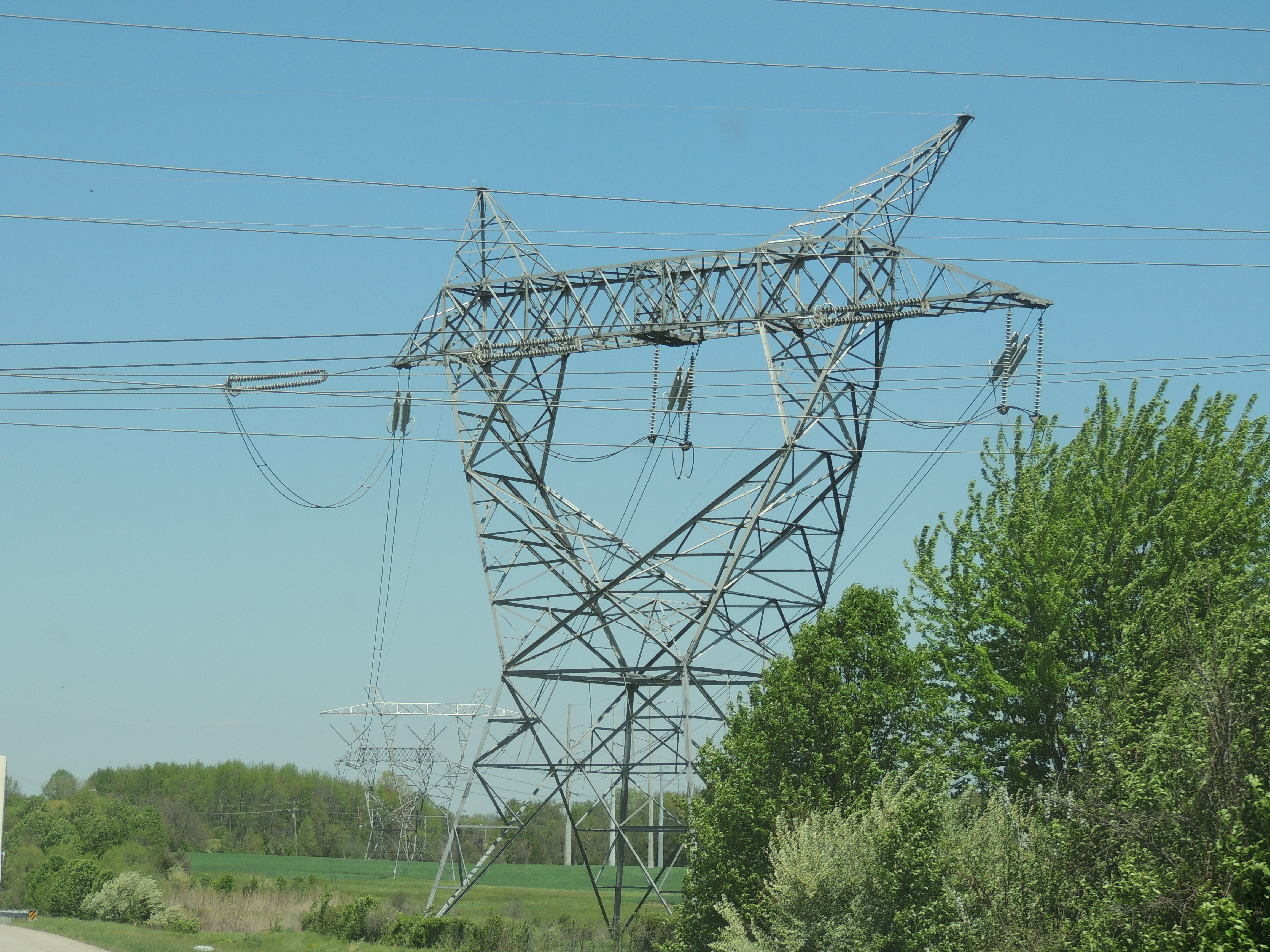
Deltamast met sterk asymmetrische traverse en oren, en extra hangende isolatoren.
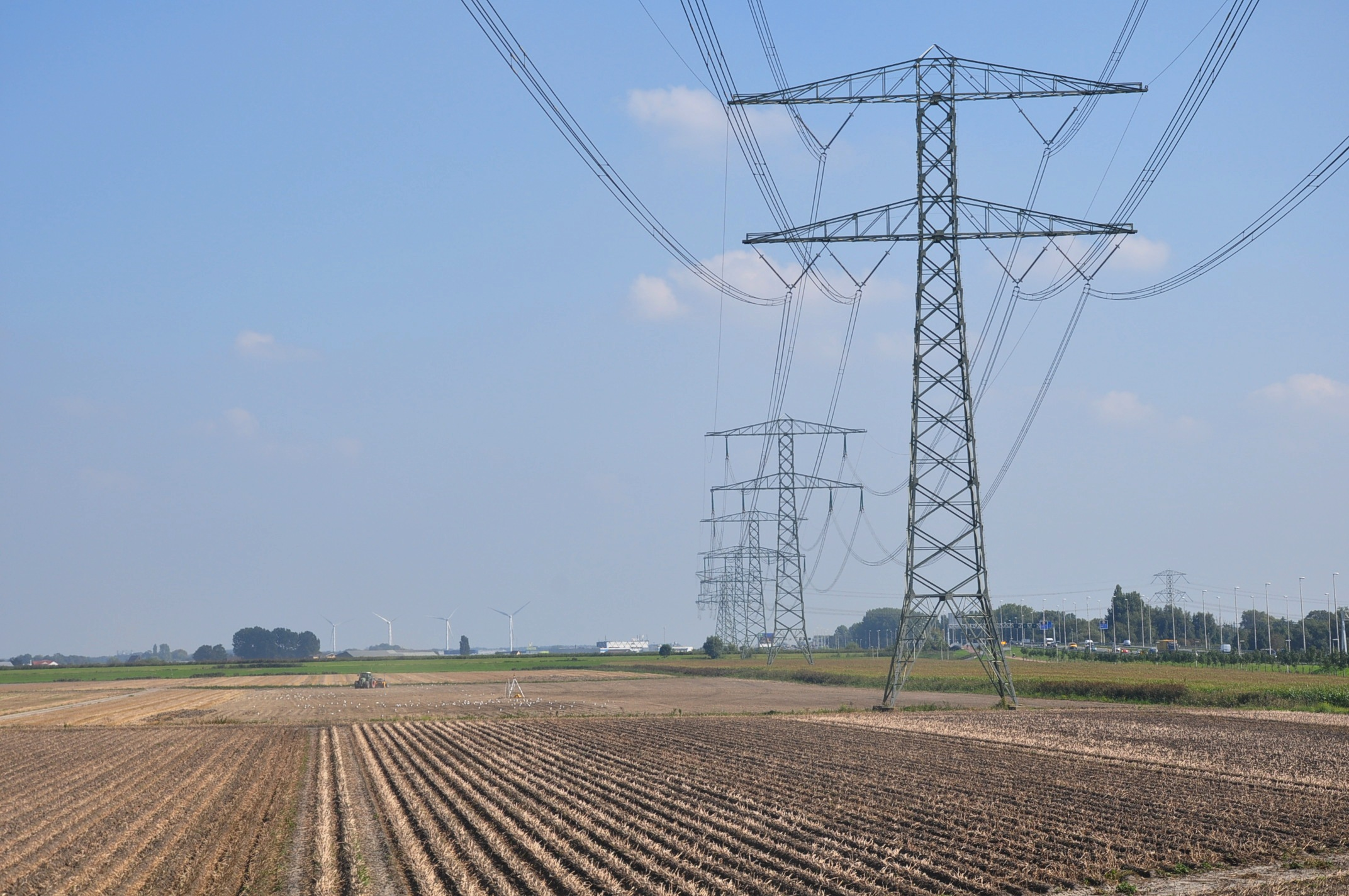
Donaumast, geen afspanmast, met V-ophanging, omdat het traject een kleine hoek maakt.

Draadslachtoffers - Driefasespanning - Dwarsregeltransformator - Elektriciteitscentrale - Hoogspanningsleiding - Hoogspanningsnet - Kortsluitingen in hoog- en laagspanningsnetten - Netbeheerder - Onderstation - Scheidingsschakelaar - Vermogenschakelaar - Vermogenstransformatorwikkeling - Vermogenstransformator